# U.S. National Championships 1928
Gli U.S. National Championships 1928 (conosciuti oggi come US Open) sono stati la 48ª edizione degli U.S. National Championships e quarta prova stagionale dello Slam per il 1928. Tutti i tornei si sono disputati al West Side Tennis Club nel quartiere di Forest Hills di New York, tranne quello di doppio maschile, disputato al Longwood Cricket Club di Chestnut Hill, negli Stati Uniti.
Il singolare maschile è stato vinto dal francese Henri Cochet, che si è imposto sullo statunitense Francis Hunter in cinque set col punteggio di 4–6, 6–4, 3–6, 7–5, 6–3. Il singolare femminile è stato vinto dalla statunitense Helen Wills Moody, che ha battuto in finale la connazionale Helen Jacobs. Nel doppio maschile si sono imposti George Lott e John Hennessey. Nel doppio femminile hanno trionfato Hazel Wightman e Helen Wills. Nel doppio misto la vittoria è andata a Helen Wills, in coppia con Jack Hawkes.

## Seniors

### Singolare maschile
Henri Cochet ha battuto in finale  Francis Hunter con il punteggio di 4–6, 6–4, 3–6, 7–5, 6–3.

### Singolare femminile
Helen Wills Moody ha battuto in finale  Helen Jacobs con il punteggio di 6–2, 6–1.

### Doppio maschile
George Lott /  John Hennessey hanno battuto in finale  Gerald Patterson /  John Hawkes con il punteggio di 6–2, 6–1, 6–2.

### Doppio femminile
Hazel Wightman /  Helen Wills hanno battuto in finale  Edith Cross /  Anna Harper con il punteggio di 6–2, 6–2.

### Doppio misto
Helen Wills /  Jack Hawkes hanno battuto in finale  Edith Cross /  Edgar Moon con il punteggio di 6–1, 6–3.